# Bătăliile de Crăciun
Bătăliile de Crăciun (în latină Ziemassvētku kaujas) sau Operațiunea Mitava (în rusă Митавская операция, în germană Schlachten an der Aa) a fost o operațiune ofensivă a trupelor imperiale ruse în timpul Primului Război Mondial, desfășurată în zona orașului Mitava (Jelgava) de către forțele Armatei a 12-a de pe Frontul de Nord (comandant - generalul bulgar Radko Dimitriev), în perioada 23 decembrie 1916 (5 ianuarie 1917) - 29 decembrie 1916 (11 ianuarie 1917). I s-a opus Armata a 8-a germană.
După eșecul campaniilor din 1916 din România, comandantul Armatei a 12-a a Imperiului Rus a primit ordin de atac pe frontul de la Riga. Obiectivul său era atragerea forțelor de rezervă germane, ajutându-le astfel pe aliații să reziste pe câmpul de luptă de la Verdun.
Armata a 12-a a adus în luptă 78 de batalioane și 302 tunuri (dintre care 126 grele), la lupte au participat pușcașii letoni‎ și corpuri de armată siberiană.  Grupul Babit era format din Corpul 6 de armată siberiană și Divizia de pușcași letonă. Luptele principale au fost date de grupul Babit (48 batalioane, 208 tunuri).

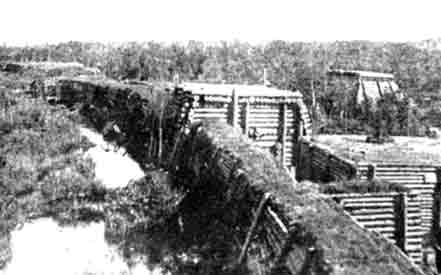
Fortificații germane în mlaștina Tīreļpurvs

Armata a 8-a germană (99 batalioane, 567 tunuri) avea doar 19 batalioane în sectorul ofensiv al Armatei a 12-a. Germanii aveau linii de apărare stratificate - tranșee cu profil complet, buncăre, sârmă ghimpată, fortificații.
Bătăliile au avut loc într-o regiune mlăștinoasă, Tīreļpurvs (Mlaștina Tīrelis), între Lacul Babīte și Jelgava.
În zorii zilei de 23 decembrie 1916 (5 ianuarie 1917), fără sprijinul artileriei, grupul Babit a atacat inamicul. După ce a distrus apărarea Armatei a 8-a germane în trei locuri, a înaintat semnificativ spre Curland Aa, ocupând fermele Skangel și Skudr (la nord-est de Grabbe). În a doua zi a ofensivei au capturat și Dealul Mitralierei, la care au participat pușcașii letoni.
În 7 zile de luptă, Armata a 12-a a înaintat 2-5 km, în condițiile în care pozițiile germanilor în această zonă erau extrem de fortificate.
Experiența operațională a bătăliilor - utilizarea metodelor combinate de atac (un atac surpriză fără sprijinul artileriei și un atac după o lovitură scurtă, dar puternică de artilerie), precum și  folosirea camuflajului în operațiunea Mitava a fost utilizată pe scară largă în campaniile din 1917-1918 pe alte fronturi.